# Casa pairal de l'Abat Escarré
La casa pairal de l'Abat Escarré és un edifici de l'Arboç protegit com a bé cultural d'interès local i una de les cases més antigues del poble —sembla que data de cap al 1600. És la casa pairal dels Escarré i hi va néixer l'abat Escarré de Montserrat. La casa encara és habitada i conservada zelosament pels descendents de la família Escarré.
Tot i haver estat restaurada, la casa conserva el seu aspecte antic gràcies en bona part a elements constructius propis de l'arquitectura rural i popular, com les marques de les tapieres als murs exteriors, de tàpia. Té tres plantes: la planta baixa, amb una portalada d'arc de mig punt adovellat; el pis noble, on hi ha una gran finestra quadrada emmarcada de pedra amb trencaaigües que dibuixa una forma semblant a la d'un arc conopial, i les golfes, amb una petita finestra quadrada. A la façana lateral, que dona al carrer Abat Escarré (abans, carrer de l'Abeurador), el pis noble presenta quatre finestres col·locades irregularment. En destaquen dues, una d'arc conopial i l'altra de llinda amb un bonic trencaaigües horitzontal decorat amb quatre cares humanes en relleu. A la façana principal destaquen dos elements de pedra afegits el s. XX: una placa commemorativa amb la llegenda "Casa pairal d'Aureli M. Escarré, abat de Montserrat (1908-1968)" i l'escut dels Escarré donat pel monestir de Montserrat, coronat per una mitra, amb la representació en relleu del monestir de Montserrat i unes línies ondulades que evoquen la Mediterrània i que fan referència a l'avantpassat dels Escarré que acompanyà Jaume I en les seves conquestes enllà de la mar.
A la casa s'hi conserva una petita cambra de planta quadrangular, de poca alçada i sostre arquitravat. La major part de l'espai és ocupat per un llit amb el capçal decorat amb dibuixos geomètrics daurats i amb dos llistons de fusta elevats que li fan de peus. A banda i banda del capçal hi ha unes petites tauletes de nit arrambades a la paret. Destaca la bonica finestra amb quatre porticons de fusta que dona al carrer Major. En aquesta cambra va néixer l'abat Escarré de Montserrat l'any 1908.
Aureli M. Escarré morí a Barcelona el 1968 com a monjo benedictí. L'any 1923 havia ingressat com a novici al monestir de Montserrat i fou ordenat sacerdot l'any 1933. Durant la Guerra d'Espanya i gràcies a la protecció de la Generalitat pogué fugir i refugiar-se a Itàlia. L'any 1939, acabada la guerra, fou dels primers monjos a tornar a Montserrat i hi assumí el títol de prior. Malgrat la seva bona relació inicial amb el govern franquista, anà evolucionant cap a una postura crítica i l'any 1963, després d'unes declaracions al diari Le Monde en què manifestava una oposició oberta a certs aspectes del règim, esdevingué un símbol popular de la resistència catalanista. L'any 1965 hagué d'abandonar Catalunya per pressions polítiques i se n'anà al monestir de Viboldone; l'any següent (1966) renuncià al títol d'abat de Montserrat.